# تپه ارک کوچک
تپه ارک کوچک مربوط به دوران‌های تاریخی پس از اسلام است و در شهرستان بجنورد، روستای داشلی قلعه واقع شده و این اثر در تاریخ ۳ بهمن ۱۳۵۶ با شمارهٔ ثبت ۱۵۸۲ به‌عنوان یکی از آثار ملی ایران به ثبت رسیده است.